# Challenger de Koblenz 2023
El torneo Koblenz Open 2023 fue un torneo de tenis perteneció al ATP Challenger Tour 2023 en la categoría Challenger 100. Se trató de la 5ª edición; el torneo tuvo lugar en la ciudad de Koblenz (Alemania), desde el 30 de enero hasta el 5 de febrero de 2023 sobre pista dura bajo techo.

## Jugadores participantes del cuadro de individuales
| Favorito | País                                  | Jugador             | Rank1 | Posición en el torneo    |
| -------- | ------------------------------------- | ------------------- | ----- | ------------------------ |
| 1        | Bandera de la República Popular China | Zhizhen Zhang       | 96    | Segunda ronda            |
| 2        | Bandera vacío                         | Roman Safiullin     | 97    | CAMPEÓN                  |
| 3        | Bandera de Canadá                     | Vasek Pospisil      | 99    | FINAL                    |
| 4        | Bandera de Alemania                   | Maximilian Marterer | 142   | Cuartos de final, retiro |
| 5        | Bandera de Francia                    | Hugo Grenier        | 147   | Segunda ronda            |
| 6        | Bandera del Reino Unido               | Liam Broady         | 158   | Segunda ronda            |
| 7        | Bandera de Francia                    | Alexandre Müller    | 160   | Cuartos de final         |
| 8        | Bandera de los Países Bajos           | Gijs Brouwer        | 161   | Primera ronda            |

- 1 Se ha tomado en cuenta el ranking del 16 de enero de 2023.

### Otros participantes
Los siguientes jugadores recibieron una invitación (wild card), por lo tanto ingresan directamente al cuadro principal (WC):
- Max Hans Rehberg
- Henri Squire
- Marko Topo

Los siguientes jugadores ingresan al cuadro principal tras disputar el cuadro clasificatorio (Q):
- Johannes Härteis
- Antoine Hoang
- Mats Rosenkranz
- Vitaliy Sachko
- Alexey Vatutin
- Denis Yevseyev

## Campeones

### Individual masculino
- Roman Safiullin derrotó en la final a  Vasek Pospisil, 6–2, 7–5

### Dobles masculino
- Fabian Fallert /  Hendrik Jebens derrotaron en la final a  Jonathan Eysseric /  Denys Molchanov, 7–6(2), 6–3